# Lucie Urruty
Lucie Urruty, née le 19 juin 1996, est une coureuse cycliste française spécialiste de VTT cross-country. Elle arrête sa carrière sportive au début de l'année 2024.  Elle est également consultante sportive pour la chaîne L’Équipe 21, où elle intervient sur les épreuves de VTT cross-country.

## Biographie
Son frère Maxime est aussi coureur cycliste. Elle arrête sa carrière sportive au début de l'année 2024.

## Palmarès en VTT

### Coupe du monde
- Coupe du monde de cross-country espoirs
  - 2017 : 11e du classement général
  - 2018 : 5e du classement général

- Coupe du monde de cross-country
  - 2019 : 42e du classement général
  - 2021 : 66e du classement général
  - 2022 : 58e du classement général
  - 2023 : 67e du classement général

- Coupe du monde de cross-country short track
  - 2022 : 73e du classement général
  - 2023 : absente

### Championnats de France
- 2017
  -  Championne de France de cross-country espoirs
- 2018
  -  Championne de France de cross-country espoirs
  -  2e du championnat de France de cross-country
- 2019
  -  2e du championnat de France de cross-country